# Scania N112
Scania N112 är ett busschassi tillverkat av den svenska buss- och lastbilstillverkaren Scania mellan 1984 och 1988.
Det är vidareutvecklat ur Scania BR112 från 1977 och vidareutvecklades 1988 till Scania N113, i grunden är dessa tre chassin identiska med bland annat stående tvärställd 11-litersmotor bak och normalgolv. Det var först när lågentréversionen av N113 (N113CLB-LG och senare N113CLL/CRL) lanserades i början av 1992 som det skedde en viss modifikation för att möjliggöra lågt golv. Det var dock först när Scania Omni-serien lanserades 1997 som det skedde en förändring i grunden av Scanias stadsbusschassin.
Det fanns, likt BR112, tillgängligt som vanligt tvåaxlat chassi i vänster- och högerstyrt utförande (N112CL och N112CR), som högerstyrt dubbeldäckarchassi (N112DR/DRB), även det med två axlar, samt som vänsterstyrt ledbusschassi med tre axlar (N112AL).
I Sverige byggde Scania oftast egna karosser till N112CL, vilket skapade den kompletta bussen Scania CN112CL, dessa karosser byggdes och monterades vid Scanias karosserifabrik i Katrineholm hos föredetta SKV och gjordes i rostfritt stål. I Danmark byggdes ofta karosser till chassit av DAB eller Aabenraa. 1985 kunde man få Scanias egna kaross till ledbusschassit, vilket skapade bussen Scania CN112AL. Före 1985 var det endast externa karosstillverkare som byggde karosser till ledbusschassit.